# En la cama
En la cama es un largometraje de 2005 del director chileno Matías Bize. Se trata de su segunda película y en ella trata su tema recurrente: las relaciones de pareja.
La película transcurre completamente en un motel de Santiago y describe un encuentro amoroso casual entre dos jóvenes de clase media, Daniela (Blanca Lewin) y Bruno (Gonzalo Valenzuela). Obtuvo ocho premios, entre los que destacan cuatro en el Festival de Cine de La Habana, la Espiga de Oro en la SEMINCI de Valladolid, y Mejor Película en el Festival Internacional de Cine de Viña del Mar

## Remake
Habitación en Roma (2010) está basada levemente en esta película.

## Obra teatral
En la cama ha sido llevada al teatro por Tamzin Townsend. Roberto San Martín y María Esteve interpretan los papeles principales. Con música de Antonio Orozco, la obra está producida por Producciones Come y Calla.